# 酸化チタン(II)
酸化チタン(II)（さんかチタン に、英: titanium(II) oxide）は組成式 TiO、チタンの酸化物。

## 概要
酸化チタン(IV)とチタンを1500℃以上で加熱することで得られる。
{\displaystyle \mathrm {Ti+TiO_{2}\longrightarrow 2\ TiO} }
格子欠陥岩塩型構造におけるチタンと酸素双方の空孔に起因するTiO0.7 - TiO1.3からなる不定比化合物である。純粋なTiO（比率1：1）では、チタンと酸素ともに15％の空孔がある。
入念な焼きなましを行った物は、低抵抗率を示す5個のTiOユニットの単位胞からなる単斜晶系結晶構造となるように空孔の秩序化を引き起こす可能性がある。チタン原子が三角柱形配位となる高温形態も知られている。
酸溶液中のTiOは短時間安定してるが、分解し水素を発生させる。
{\displaystyle {\ce {2Ti^2+(aq) + 2H+(aq) -> 2Ti^3+(aq) + H2(g)}}}

## 用途
二酸化チタン膜をつくる際に必要な材料である。
エレクトロクロミズムに使用される。
気体となったTiOは、低温度星（スペクトル分類M型）の発光スペクトルに特徴的な吸収線を示す。 2017年に初めてTiOが太陽系外惑星大気中で検出された。